# Gert Bjerendal
Gert Sture Bjerendal (Mölndal, 12 de junio de 1965) es un deportista sueco que compitió en tiro con arco, en la modalidad de arco recurvo. Su hermano Göran compitió en el mismo deporte.
Ganó una medalla de bronce en el Campeonato Mundial de Tiro con Arco al Aire Libre de 1985 y cuatro medallas en el Campeonato Europeo de Tiro con Arco al Aire Libre entre los años 1980 y 1988.
Participó en dos Juegos Olímpicos de Verano, en los años 1984 y 1988, ocupando el octavo lugar en Seúl 1988, en la prueba de equipo.

## Palmarés internacional
| Campeonato Mundial al Aire Libre | Campeonato Mundial al Aire Libre | Campeonato Mundial al Aire Libre | Campeonato Mundial al Aire Libre |
| Año                              | Lugar                            | Medalla                          | Prueba                           |
| -------------------------------- | -------------------------------- | -------------------------------- | -------------------------------- |
| 1985                             | Seúl (Corea del Sur)             | Medalla de bronce                | Equipo                           |
| Campeonato Europeo al Aire Libre |                                  |                                  |                                  |
| Año                              | Lugar                            | Medalla                          | Prueba                           |
| 1980                             | Compiègne (Francia)              | Medalla de oro                   | Equipo                           |
| 1980                             | Compiègne (Francia)              | Medalla de plata                 | Individual                       |
| 1986                             | Esmirna (Turquía)                | Medalla de bronce                | Equipo                           |
| 1988                             | Luxemburgo (Luxemburgo)          | Medalla de plata                 | Equipo                           |